# ألفارو أدريان نونيز
ألفارو أدريان نونيز (بالإسبانية: Álvaro Núñez)‏ (11 مايو 1973 في الأوروغواي - ) هو لاعب كرة قدم أوروغواني في مركز حراسة المرمى. شارك مع منتخب الأوروغواي لكرة القدم. أما مع النوادي، فقد لعب مع نادي غوادالاخارا ونومانسيا ونادي رينتيستاس ونادي سيرو وسنترو أتلتيكو فينكس ‏.

## وصلات خارجية
- ألفارو أدريان نونيز على موقع قاعدة بيانات كرة القدم.إي يو (الإنجليزية)
- ألفارو أدريان نونيز على موقع ناشيونال فوتبول تيمز (الإنجليزية)
- ألفارو أدريان نونيز على موقع Soccerway.com (الإنجليزية)